# Кочергин, Николай Михайлович
Николай Михайлович Кочергин (1897, село Всесвятское — 1974, Ленинград) — советский художник, книжный график, плакатист,  стоял у истоков искусства советского политического плаката и внес большой вклад в агитационное искусство.

## Биография
Учился в Строгановском художественно-промышленном училище. В 1918 году добровольцем вступил в Красную Армию, вскоре был направлен в высшую школу военной маскировки (ВШВМ).
В 1920-е рисовал плакаты («Враг у ворот!!! Все на защиту Петрограда» (1919), «Английские миротворцы» (1920), «Врангель идет!! К оружию, пролетарии!!» (1920), «Да здравствует братство народов Кавказа!» (1920), «Капитал и его союзники» (1920), «На борьбу за топливо – на борьбу за революцию!» (1920), «Очередь за Врангелем!» (1920), «Разруха и армия труда» (1920), «Украинские мытарства» (1920)). Создавал карикатуры, участвовал в оформлении периодических изданий «Красная панорама», «Огонек», «Вокруг света» и «Мир приключений». С 1922 года жил и работал в Петрограде-Ленинграде. Член АХРР-АХР с 1923 года. Оформлял спектакли в Ленинградском кукольным и других театрах.
Во время войны создавал плакаты, в блокадном Ленинграде он принимал участие в создании «Окон ТАСС». Весной 1942 года был вывезен в тяжелом состоянии по льду Ладожского озера, с семьей эвакуировался в город Фрунзе.
В конце 1940 годов создал ряд монументальных полотен – «Новгород наш» (1946), «Ленинградцы» (1948), «Штурм Зимнего дворца» (1950).
После ВОВ обратился к детской книжной иллюстрации, в которой достиг больших успехов.
Заслуженный художник РСФСР.

## Книги
- роман Марка Твена «Янки при дворе короля Артура» (1928)
- Русские богатыри. Былины в пересказе И. Карнауховой, 1949
- Калевала. Карело-финский эпос в пересказе А. Любарской, 1953, 1957, 1967,1973
- П. Ершов. Конек-горбунок, 1953
- Сказки народов Азии: китайские, индийские, корейские, монгольские, вьетнамские, бирманские, японские (в разных изданиях, выходивших в разные годы¸ начиная с 1951-го)
- Русские волшебные сказки, 1958
- Сивка-бурка. Русская народная сказка, 1959
- Иван-царевич и серый волк. Русская народная сказка, 1961
- Е. Шварц. Два брата, 1962
- М. Горький. Про Иванушку-дурачка, 1963
- Чудесные превращения Баты. Древнеегипетская сказка в пересказе Р. Рубинштейн, 1967
- В. Жукровский. Волшебная тыква, 1970
- А. Граши. Добрый аист, 1971
- С. Воронин. Рассказы и сказки, 1973